# Narodowe Laboratorium Gran Sasso
Narodowe Laboratorium Gran Sasso (wł. Laboratori Nazionali del Gran Sasso w skrócie LNGS) – podziemne laboratorium fizyki cząstek elementarnych, jedno z największych tego typu laboratoriów na świecie, zlokalizowane we Włoszech, w tunelu pod masywem Gran Sasso d’Italia. Powstało w roku 1987, prowadzone są w nim eksperymenty wymagające jak najlepszego odizolowania od tła promieniowania kosmicznego i naturalnej promieniotwórczości. Laboratorium jest częścią włoskiego Narodowego Instytutu Fizyki Jądrowej (INFN). Dostępne jest jednak również dla fizyków z innych krajów, wiele eksperymentów prowadzone jest w nim we współpracy międzynarodowej.

## Lokalizacja
Laboratorium składa się z części podziemnej, w której znajdują się właściwe eksperymenty i części naziemnej, mieszczącej pomieszczenia biurowe, warsztaty, centrum obliczeniowe itp. 
Część podziemna zlokalizowana jest w odgałęzieniu długiego na 10 km tunelu autostrady A24 pod masywem Gran Sasso d’Italia. Składa się ona z trzech dużych komór oraz systemu korytarzy łączących je między sobą i z autostradą. Każda z komór ma wymiary około 100m × 20m × 18m (długość × szerokość × wysokość). Grubość skały ponad komorami wynosi około 1400 m, pod względem zdolności zatrzymywania promieniowania stanowi to równoważnik warstwy wody o grubości 3300 m. Strumień promieniowania kosmicznego mierzony wewnątrz laboratorium jest około milion razy mniejszy, niż na powierzchni ziemi, zaś naturalna promieniotwórczość skał jest tysiąc razy mniejsza od typowej aktywności gleby.
Część naziemna laboratorium umiejscowiona jest w sąsiedztwie zachodniego wylotu tunelu, w miejscowości Assergi (prowincja L’Aquila).

## Historia
Koncepcja budowy we Włoszech podziemnego laboratorium fizyki cząstek elementarnych, umożliwiającego prowadzenie eksperymentów w warunkach dobrej izolacji od tła promieniowania kosmicznego, pojawiła się w latach '70 XX wieku. Pod Gran Sasso istniał już wtedy nie wykorzystywany tunel autostradowy, budowa autostrady została bowiem zarzucona kilka lat wcześniej. Wykorzystanie go znacznie obniżało koszt inwestycji. Dodatkową zaletą tej lokalizacji była niska zawartość pierwiastków promieniotwórczych uranu i toru w skałach dolomitowych z których zbudowany jest masyw. 
Formalna propozycja budowy laboratorium złożona została we włoskim parlamencie w roku 1979. Budowę zatwierdzono w roku 1982, wraz z decyzją o dokończeniu autostrady. Otwarcie nastąpiło w roku 1987, a w roku 1989 rozpoczęły się pierwsze eksperymenty.

### Projekt CNGS
W roku 1999 rada CERN zatwierdziła projekt CNGS (CERN Neutrino to Gran Sasso) – wytworzenia w CERN wysokoenergetycznej wiązki neutrin skierowanej do laboratorium Gran Sasso. Celem jest badanie oscylacji neutrin. Pierwsze neutrina z CERN zaobserwowano w Gran Sasso w sierpniu 2006. Planowane jest zakończenie projektu w grudniu 2012.

## Eksperymenty
W laboratorium prowadzonych jest równolegle wiele eksperymentów. Badane są przede wszystkim rzadkie procesy i oddziaływania, których obserwacja na powierzchni ziemi byłaby bardzo trudna bądź niemożliwa, ze względu na dominujące tło promieniowania kosmicznego. Są to np. badania własności neutrin, poszukiwania ciemnej materii i próby zaobserwowania hipotetycznych procesów jak rozpad protonu czy podwójny bezneutrinowy rozpad beta. Większość detektorów została wybudowana i jest wykorzystywana przez wieloosobowe zespoły badawcze, a pomiary, ze względu na rzadkość badanych procesów trwają często wiele lat. Łącznie w Gran Sasso przeprowadzono dotąd, bądź trwa nadal około dwudziestu eksperymentów. Poniżej wyliczono najciekawsze z nich.

### BOREXINO
Eksperyment skonstruowany do obserwacji neutrin słonecznych, przez ich oddziaływanie z elektronami, w dużym zbiorniku z ciekłym scyntylatorem. Uruchomiony w roku 2007, dokonał m.in. pierwszej obserwacji neutrin pochodzących z procesu pep (połączenia dwóch protonów i elektronu w jądro deuteru). 

### DAMA
Głównym celem tego eksperymentu jest poszukiwanie ciemnej materii, przy założeniu, że składa się ona z nieznanych dotąd, masywnych, słabo oddziałujących cząstek elementarnych (WIMP). Eksperyment składa się z kilku detektorów, pierwszy z nich (DAMA/NaI) zbierał dane w latach 1996–2002, jego następca DAMA/LIBRA uruchomiony został w roku 2003. W roku 2003 eksperyment ogłosił o zaobserwowaniu ciemnej materii. Wynik ten nie został jednak potwierdzony przez inne eksperymenty i pozostaje kontrowersyjny.

### CRESST
(skrót od Cryogenic Rare Event Search using Superconducting Thermometers) detektor zbudowany we współpracy niemiecko-brytyjskiej, poszukuje ciemnej materii metodą detekcji wzrostu temperatury schłodzonego do bardzo niskiej temperatury kryształu, spowodowanego zderzeniem cząstki WIMP z jądrem jednego z jego atomów.

### XENON
Eksperyment poszukujący ciemnej materii, poszukuje oddziaływań cząstek WIMP w ciekłym ksenonie, mierząc jednocześnie scyntylacje i jonizację wywołane przez jądro atomu ksenonu rozproszone w zderzeniu z cząstką ciemnej materii. Prototypowo uruchomiony w roku 2006 z 15 kg ksenonu (XENON10), od 2009 dane zbiera większy moduł (XENON100) zawierający 161 kg skroplonego gazu. Planowana jest dalsza rozbudowa eksperymentu do całkowtej masy gazu rzędu 1 tony. Tej wielkości detektor będzie w stanie wykryć lub wykluczyć cały szereg hipotetycznych kandydatów na cząstki ciemnej materii.

### DarkSide
Kolejny eksperyment poszukujących WIMP, używający ciekłego argonu jako medium detektora, w warunkach szczególnie starannej kontroli tła. Uruchomiony w 2013 roku wykorzystuje 50 kg ciekłego argonu (wcześniej, w roku 2011, testowany był prototyp o masie 10 kg). Planowana jest rozbudowa do masy kilku ton. Eksperyment wykorzystuje część aparatury (zbiornik z ciekłym scyntylatorem i osłonę wodną) pozostałe z eksperymentu Borexino.

### OPERA
Eksperyment OPERA został zbudowany w ramach projekt CNGS, do detekcji neutrin wysłanych z CERN w kierunku Gran Sasso. Eksperyment zaprojektowany jest specjalnie do detekcji neutrin taonowych, których pojawienie się w wiązce jest bezpośrednim dowodem na istnienie zjawiska oscylacji neutrin. W roku 2010 zaobserwował pierwszy przypadek pojawienia się w wiązce neutrina taonowego. 
Eksperyment stał się głośny we wrześniu 2011, po doniesieniu o zaobserwowaniu nadświetlnej prędkości neutrin. Doniesienie zostało wycofane po kilku miesiącach, po odkryciu błędu w systemie pomiarowym.

### ICARUS
Uruchomiony w 2010 roku detektor ICARUS (Imaging Cosmic And Rare Underground Signals) jest dużą komorą projekcji czasowej wypełnioną ciekłym argonem. Zbudowany w ramach projektu CNGS, jest jednak detektorem uniwersalnym, mogącym, obok neutrin z CERN, obserwować także neutrina słoneczne, neutrina atmosferyczne, a także poszukiwać rozpadu protonu.
W eksperymencie tym biorą udział polscy naukowcy z Katowic, Krakowa i Warszawy.

### MACRO
Od Monopole, Astrophysics and Cosmic Ray Observatory – wielki detektor do poszukiwania monopoli magnetycznych i innych cząstek egzotycznych, oraz teleskop neutrinowy do obserwacji astronomicznych. Uruchomiony w roku 1989, działał do roku 2001. Nie zaobserwował monopoli magnetycznych, ustalając silne ograniczenie na ich strumień.

### GALLEX
Eksperyment mający na celu pomiar strumienia neutrin słonecznych przy jak najniższym progu energetycznym. Składał się ze zbiornika zawierającego 30 ton galu, w postaci roztworu chlorku galu w kwasie solnym. Neutrina słoneczne reagowały z galem produkując nietrwały izotop germanu, ekstrahowany metodami chemicznymi i wykrywany przez obserwację jego rozpadu. Niski próg reakcji (233 keV) umożliwił po raz pierwszy detekcję najobficiej produkowanych w Słońcu neutrin z procesu pp (połączenia dwóch protonów w jądro deuteru). Eksperyment działał w latach 1991–1997, potwierdził istnienie problemu neutrin słonecznych, wyjaśnionego przez efekt oscylacji neutrin.

### G. N. O.
Następca GALLEX-a, używał tej samej ilości galu ze zmodyfikowaną procedurą ekstrakcji i detekcji germanu. Miał za cel rozszerzenie pomiarów GALLEX-a na pełny cykl aktywności słonecznej dla wykrycia ewentualnej zmienności tempa produkcji energii w Słońcu. Działał w latach 1998–2002.

### Heidelberg–Moskwa
Zespół ten w latach 1990–2003 poszukiwał podwójnego bezneutrinowego rozpadu beta izotopu germanu 76Ge. W roku 2001 ogłosił pozytywną obserwację takiego rozpadu. Wynik ten nie został potwierdzony przez inne eksperymenty i pozostaje kontrowersyjny.